# Reserva nacional de Lachay
La Reserva Nacional de Lachay es un ambiente natural protegido del Perú, situada en el distrito de Huacho, provincia de Huaura, en el Departamento de Lima. Fue creada el 21 de junio de 1977 y abarca una superficie aproximada de 5.070 hectáreas, con altitudes comprendidas entre los 100 y los 750 metros. Con el objetivo de restaurar y conservar la flora, fauna y paisajes. Brindar servicios al público para la investigación, educación, turismo y recreación en armonía con la naturaleza. Contribuir a elevar el nivel de las poblaciones locales.
Preserva una rica flora y fauna con numerosas especies endémicas. También constituye una importante área de esparcimiento para los habitantes de Lima y de las localidades vecinas, que a menudo han puesto en peligro su conservación y buen desarrollo.
Las lomas son ecosistemas propios de la costa altamente estacional, cuya principal fuente de humedad son las nieblas adventivas provenientes del océano. Generalmente soportan rigurosas condiciones de sequedad en verano y disfrutan de la humedad de las neblinas adventivas en invierno.

## Clima

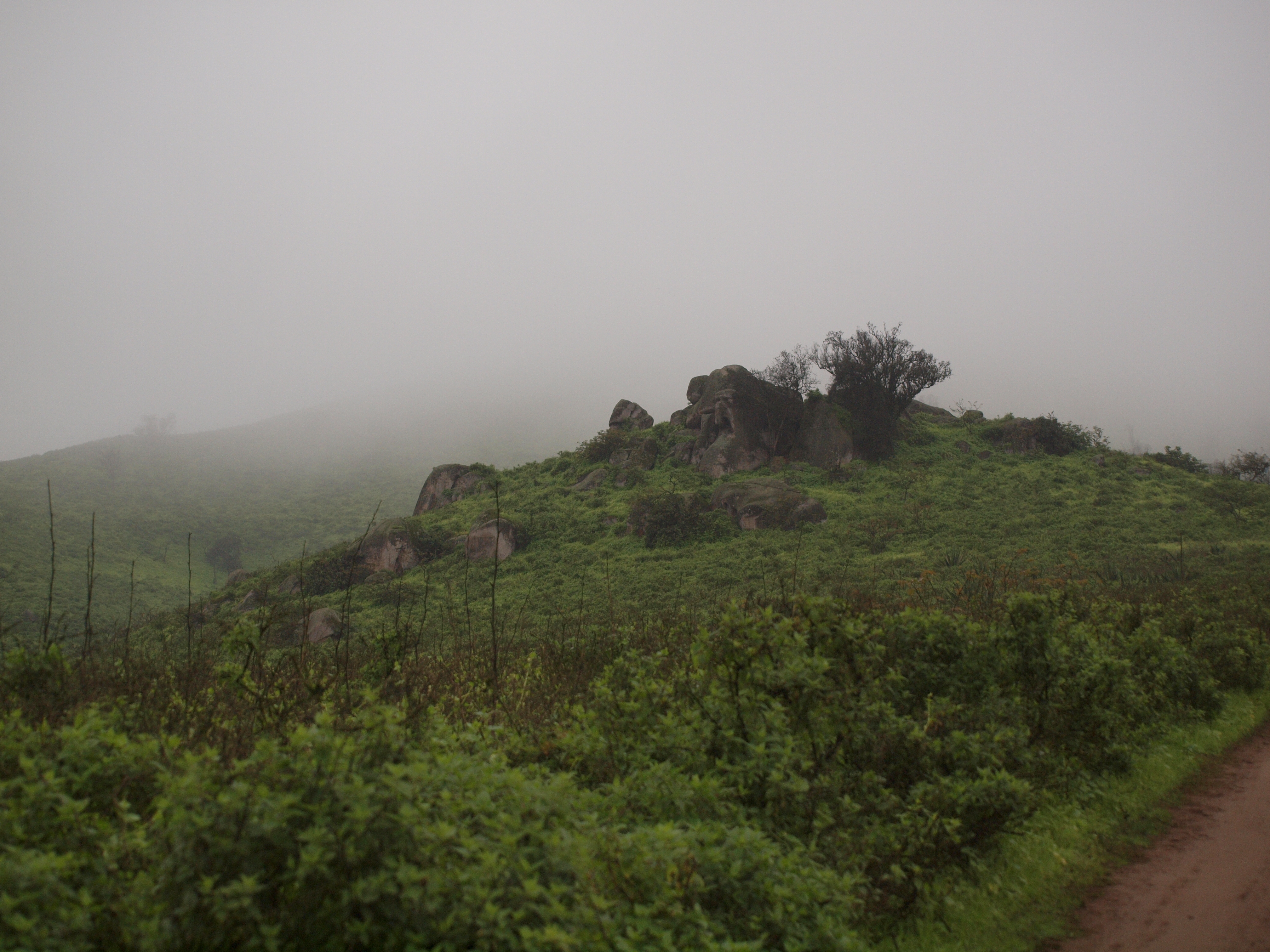
Vista de las Lomas de Lachay con la humedad.

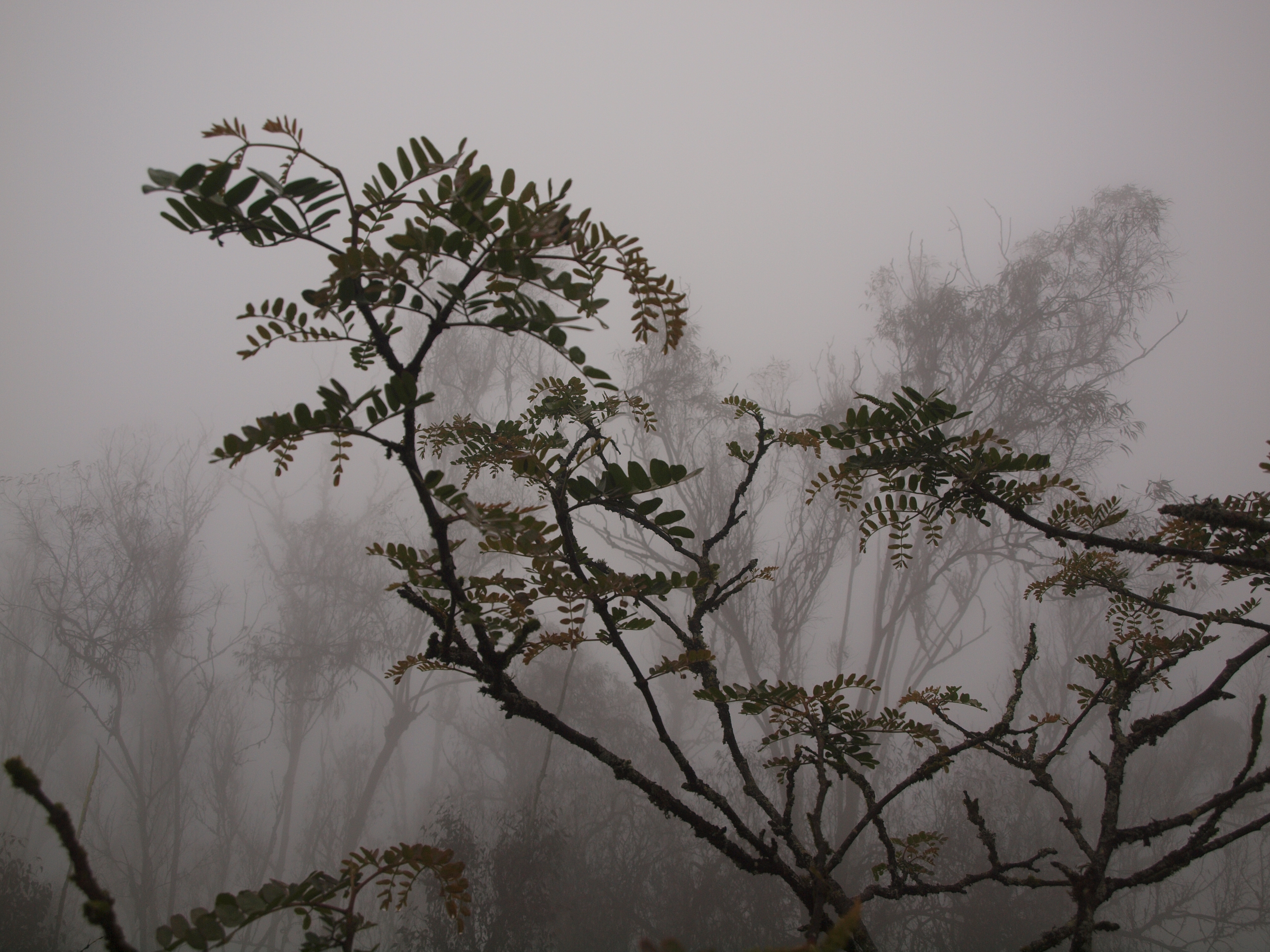
Árboles de las Lomas de Lachay en época de humedad.

El clima de las lomas es estacional, con una "época húmeda" cuyo pico va de fines de julio a mediados de septiembre, con una alta humedad relativa, temperatura media inferior a 15 °C y lloviznas frecuentes, que favorecen el desarrollo de una vegetación particular. Por el contrario, en el verano la precipitación es escasa o casi nula, la humedad relativa es baja (79 a 82%) y se presentan las mayores temperaturas medias mensuales (20 °C), originando una alta evapotranspiración, por lo que se conoce a este periodo como "época seca". La época seca presenta un pico que va de diciembre a abril (Saito, 1976; Ordóñez y Faustino, 1983; Torres, 1985).
Las Lomas se desarrollan en las laderas andinas orientadas hacia el océano, pudiendo empezar la vegetación casi a la orilla del mar. Pero, llegando sobre los 1000 metros de altura, la influencia de las neblinas es nula.
Los eventos "El Niño" cambian esta estacionalidad debido a las garúas de verano, las que favorecen el desarrollo de vegetación en ese período (Pinché,1994).
La formación de las Lomas depende de la nubosidad que está presente en invierno y parte de la primavera, y ésta a su vez es consecuencia del sistema de corrientes que influencia el mar peruano, las mismas que tienen como energía motora a los vientos

## Flora
La flora está principalmente compuesta con plantas con gran capacidad de captación de neblina como  "tara" (Caesalpinia spinosa), "palillo" (Capparis prisca), "mito" (Carica candicans),  "huarango" (Acacia macracantha), el "amancay" (Hymenocallis amancaes).

## Fauna

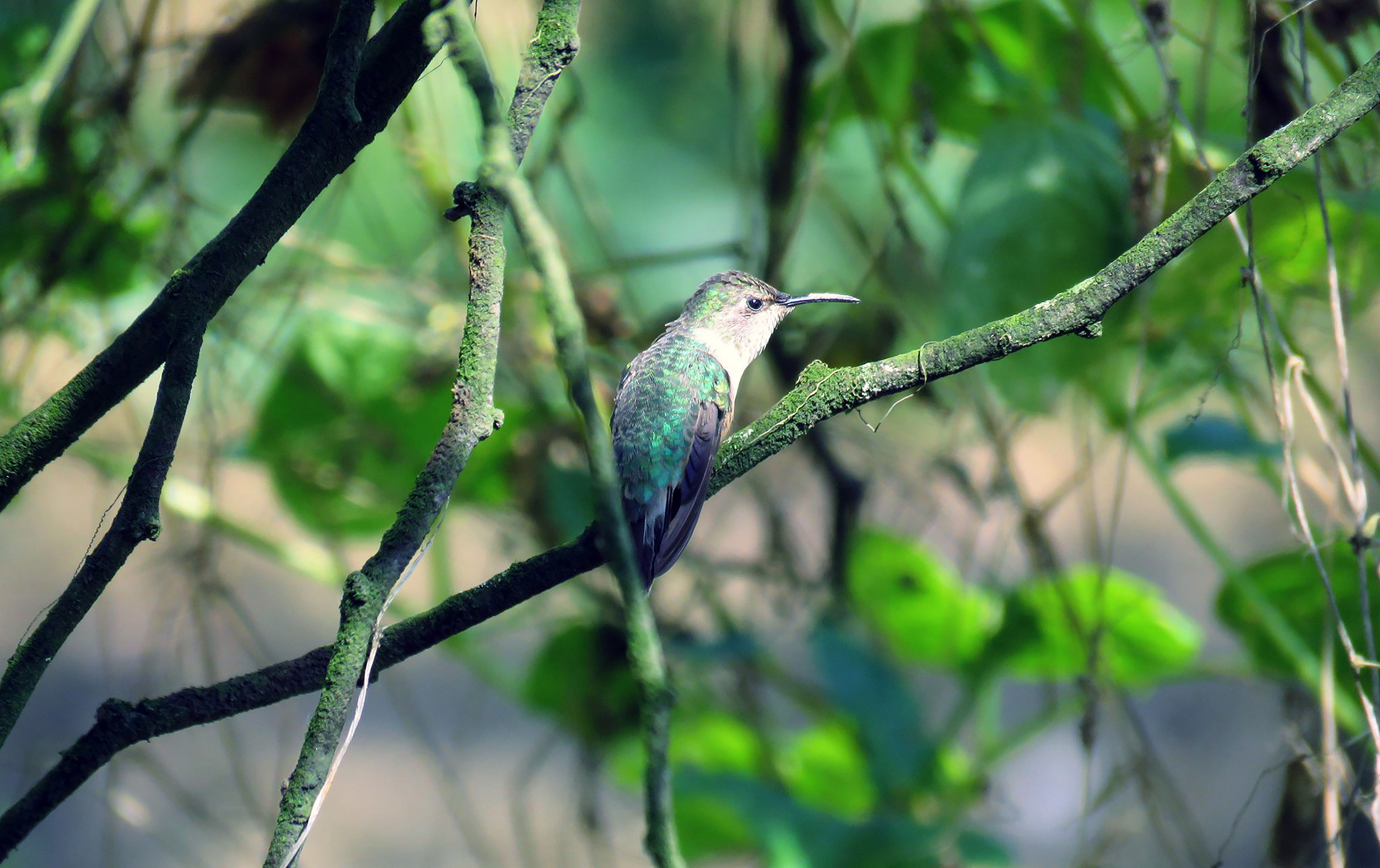
Colibrí en la Reserva Nacional de Lachay.

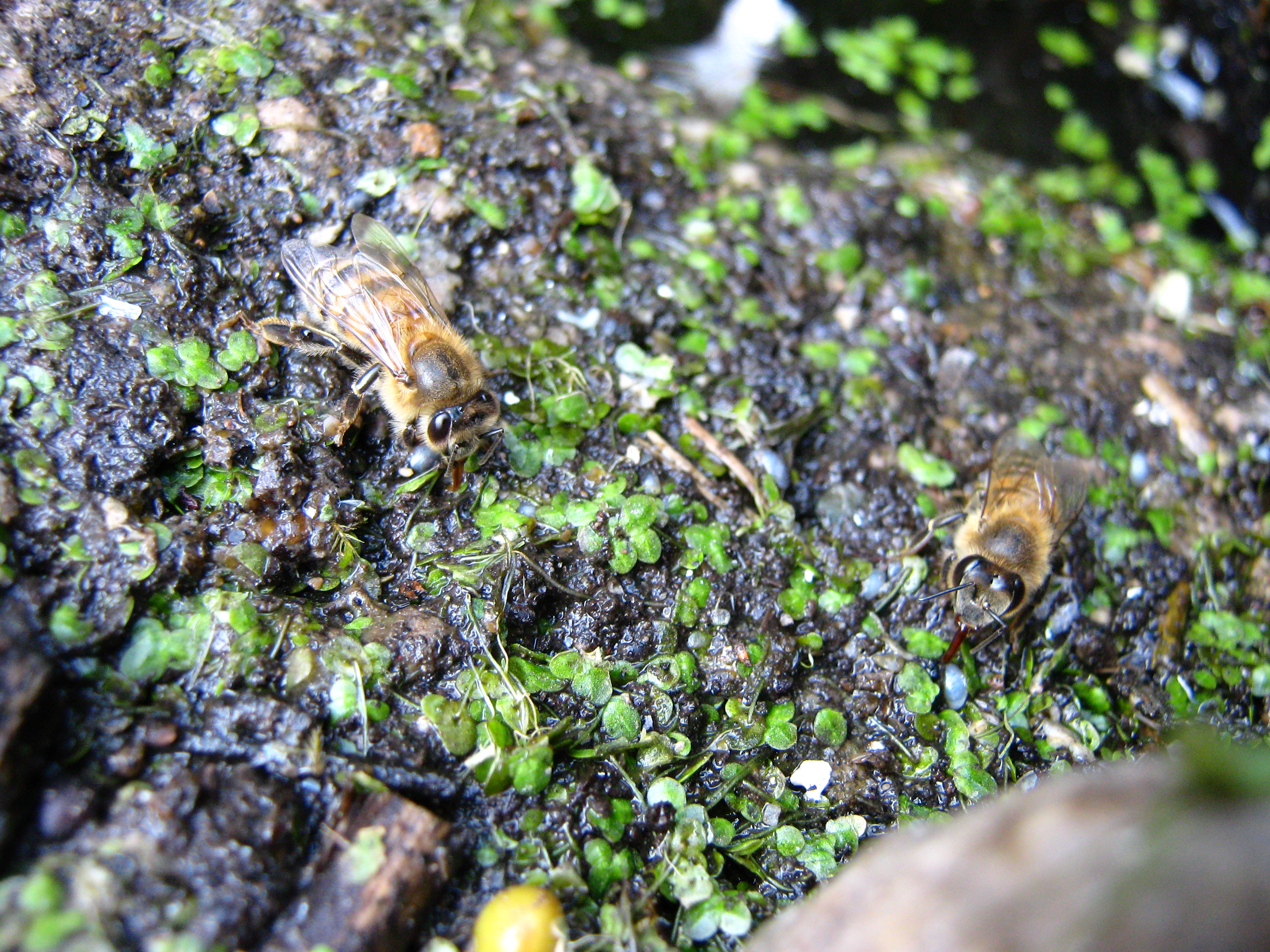
Abejas en el "Puquial" de Lomas de Lachay.

Hay aproximadamente 66 especies de aves identificadas, entre ellas: aguilucho grande (Geranoaetus melanoleucus), turtupilín (Pyrocephalus rubinus), cernícalo (Falco sparverius), aguilucho común (Buteo polyosoma), canastero de los cactus (Asthenes cactorum), chorlo del campo (Oreopholus ruficollis); y especies endémicas de la zona como la perdiz serrana (Nothoprocta pentlandii), así como pampero pico grueso (Geositta crassirostris) según describe D. López Mazzotti en sus escritos. También hay picaflores, lechuzas de los arenales, tortolitas, pericos, chorlos,  y otras aves 
Entre los mamíferos encontramos el zorro costero (Pseudalopex sechurae) y diversas especies de murciélagos, además roedores como los ratones orejudos (Phyllotis spp). López menciona que además hay visitantes ocasionales como el gato del pajonal (Oncifelis colocolo)
Por parte de los peces en esta reserva se registran 15 especies.

## Hechos históricos
Los arqueólogos han determinado la ocupación de las Lomas de Lachay, por lo menos en siete oportunidades, que corresponden a poblaciones inicialmente cazadoras y recolectoras hasta llegar a los actuales pastores también llamados “chivateros”. Hay evidencias de la presencia de poblaciones influenciadas por la Cultura Chavín. Las lomas también sufrieron la influencia de otras grandes culturas regionales como la Mochica, Chimú y Chancay, para quedar sometidas finalmente al Imperio Incaico. Durante la colonia, las lomas fueron gradualmente desocupadas debido a la degradación que sufrieron como consecuencia del sobrepastoreo producido por el ganado procedente de Europa. En los periodos históricos posteriores, las lomas fueron deteriorándose aún más, debido a la tala de árboles como fuente generadora de energía, de modo que la capacidad para soportar el ganado fue reduciéndose y esto dio como resultado la presencia esporádica de pobladores.

## Turismo
Lachay es fuente de vida, tanto en verano como en invierno, es justamente entre julio y octubre, cuando las lomas florecen con una vegetación, variada y tupida, que hacen de este lugar un paisaje único y mágico. Es durante esta época cuando Lachay recibe la mayor carga de visitantes, principalmente de la capital, ya sea para recorrer sus senderos, observar su flora o fauna típica del lugar o quedarse a acampar durante un fin de semana con la familia o lo amigos. Lachay es un destino ideal para salir de Lima y descubrir insólitamente un mundo que nace en medio de la neblina y que paradójicamente genera vida en medio del desierto.
Hoy en día, la Reserva Nacional de Lachay se ha convertido en un destino popular para los amantes de la naturaleza y los excursionistas que buscan un escape del bullicio de Lima.

## Amenazas de su conservación
Los principales problemas de conservación de la Reserva Nacional de Lachay se han originado hace mucho, con la tala, la introducción de especies invasoras, la disminución de la capacidad de captación de agua del ecosistema y la consiguiente pérdida de capacidad de recuperación de las lomas. Así mismo, el aislamiento de Lachay con respecto a otras formaciones de lomas hace en la actualidad más difícil el intercambio de material genético entre las especies que la habitan y el mantenimiento de animales que requieren de áreas amplias para su supervivencia.
Las principales amenazas actuales son:
- Turismo desordenado.
- Ingreso de camionetas doble tracción.
- Pastoreo y extracción de leña.
- Incendios.
- Actividades productivas circundantes.
- Extracción de material de construcción.
- Basura.
- Especies invasoras.
- Saqueo de restos arqueológicos.
- Cambio climático.

## Como Llegar
Por la carretera Panamericana norte hasta el kilómetro105, donde se encuentra el desvío hacia el interior de la reserva, que es un camino de tierra afirmada de unos 7 kilómetros que nos conecta hasta la sede administrativa, el centro de visitantes, el estacionamiento de vehículos y la zona de almuerzo. Se cuenta con la pista de acceso hacia la localidad de Sayán, que bordea la parte sur de la reserva, tramo que se encuentra asfaltado parcialmente. En la parte norte, bordeando el área protegida, hay un camino de tierra que permite el acceso hasta la zona arqueológica de Teatino y los corrales de cabras de los comuneros de Sayán. En la reserva, dentro de la zona de uso público se cuenta con varios circuitos peatonales de visita.
Se puede acceder con auto propio o en autobús interprovincial. En este caso los autobuses dejan a los pasajeros a la altura del kilómetro 105 de la Carretera Panamericana Norte. De ahí hasta la garita de control de la reserva se camina unos cuatro kilómetros.